# ラザール・カルノー

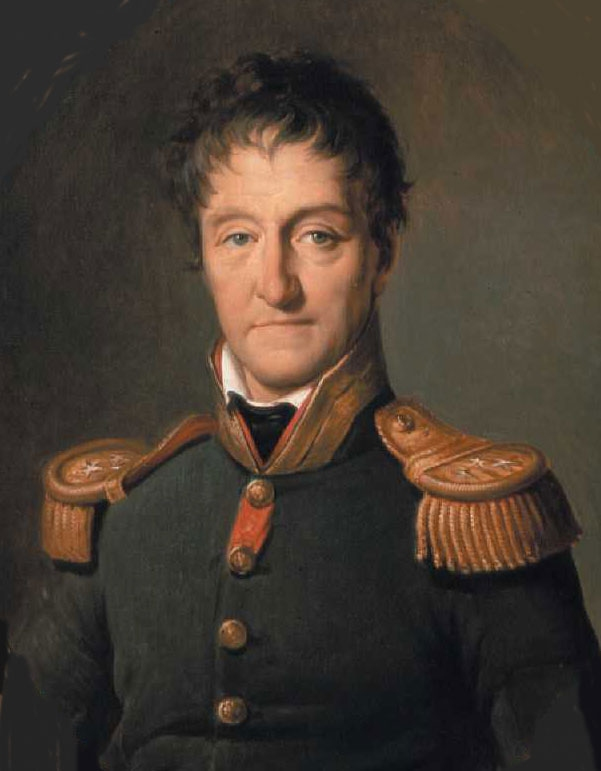
ラザール・カルノー

ラザール・ニコラ・マルグリット・カルノー（Lazare Nicolas Marguerite Carnot, 1753年5月13日 - 1823年8月2日）は、フランスの軍人、政治家、数学者。フランス革命戦争にあたってフランス軍の軍制改革を主導し、「勝利の組織者」と称えられた。政治的には穏健な共和主義者の立場を貫き、反対派からも尊敬されたという。また数学者としても功績を残した。著名な子孫たちとの区別のため大カルノーとも呼ばれる。

## 生涯

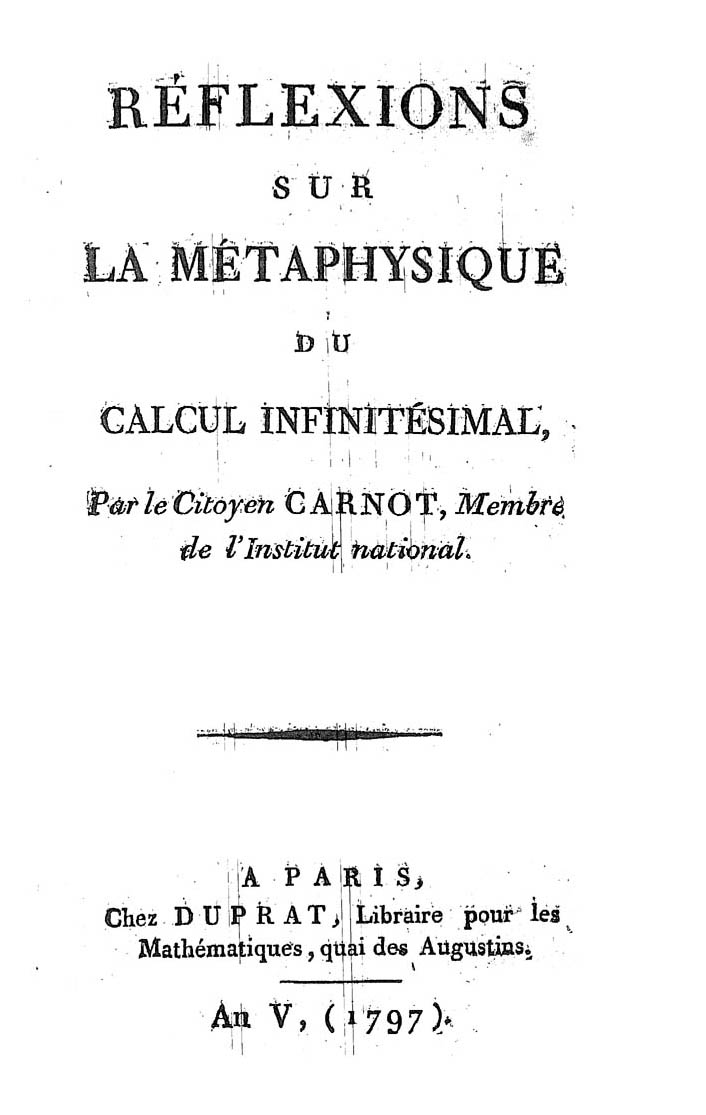
Réflexions sur la métaphysique du calcul infinitésimal, 1797

### 平民出身の将校
ラザール・カルノーはフランス東部ブルゴーニュ地方の町ノレーで弁護士の子として生まれた。生家は貴族ではなかったが旧い家柄の名門であった。神学校を卒業後、メジエール王立工兵士官学校（École royale du génie de Mézières）の受験を許され1771年に入学。ここでガスパール・モンジュの教えを受けている。
1773年、工兵士官学校を優秀な成績で卒業し、技術将校として任官。フランス北部各地の守備隊に勤務した。余暇は研究と著述にあて、文学サークルでフーシェやロベスピエールと同席したこともあったという。この頃、17世紀フランスの軍人ヴォーバンに関する論文を発表し、名前が知られることになった。また、『機械一般に関する試論』, Essai sur les machines en général という論文を発表し、それまでにベルヌーイらによって示されていたエネルギー保存の法則について、より一般的な証明を提示している。
しかし当時、平民出身の身分では、軍隊内でその才能を発揮できる場も限られていた。さらに1789年、恋愛沙汰から決闘騒ぎを起こし、取り調べ上官に対する誣告罪により逮捕され、2か月間収監されることになった。これで昇進の望みも絶たれたかに見えた。だが釈放後間もなくフランス革命が勃発する。

### 勝利の組織者
1791年、パ＝ド＝カレー県の富豪デュポン家の娘ソフィーと結婚し運が開ける。同年10月、義父らの推薦を受けパ＝ド＝カレー県から立法議会に立候補し議員に選出された。1792年4月、フランス革命政府のオーストリアへの宣戦によりフランス革命戦争が勃発。緒戦でフランス軍は劣勢に立ち、プロイセン軍が国境へ迫った。軍事通のカルノーは各地へ政治委員として派遣され、フランス軍の補給の確立や平民出身の人材の登用に努め、ヴァルミーの戦いの勝利の礎を作った。
1792年9月には国民公会の議員として再選される。カルノーは引き続き前線各地に出向くことが多く、1793年4月のデュムーリエの裏切りにも遭遇した。戦争は、イギリス、オランダ、スペインの相次ぐ宣戦により、フランスにとって危機的な状況となる。8月、カルノーは前線から呼び戻されて公安委員会の委員となり、軍事に疎いロベスピエールや戦争大臣ブーショットを助け軍事問題を担当し、能力を発揮する事になる。
この時期のカルノーは1日16時間以上を執務にあてたという。徴兵制度の整備、軍需工場の整備、軍制改革を指揮して総力戦体制を確立し、当時史上空前の規模であった14個軍団の創設にあたった。また、10月16日のワッティニーの戦いでは、ジュールダンとともに実戦部隊を率い、自ら陣頭に立って勝利を収めた。フランス軍は再び優勢に立ち、カルノーは一連の功績から「勝利の組織者」と称えられた。

### 政争と亡命

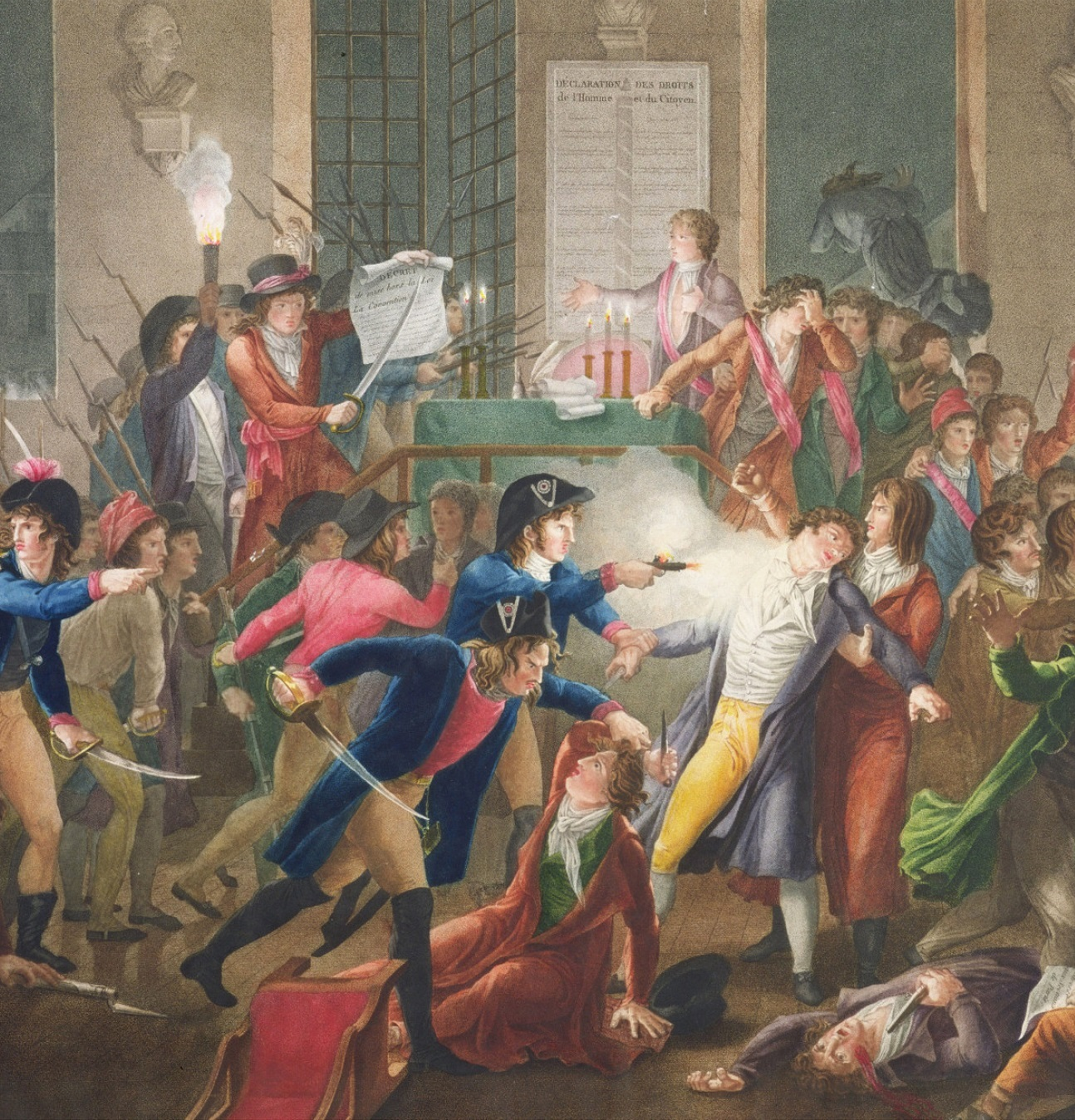
テルミドール9日のクーデターで撃たれるロベスピエール

1794年に国民公会の議長となる。ロベスピエール派の恐怖政治に対して当初は傍観的だったが、戦略をめぐって同じ公安委員会のサン＝ジュストと対立し、ロベスピエール派全体とも対立するようになった。だがこれによりテルミドールのクーデターではギロチン行きを免れた。
1795年3月に公安委員会を引退し、元老会議員に立候補して当選。10月に総裁政府が発足すると、初代の5総裁の1人に就任した。カルノーは穏健派として王党派との和解を模索していたが、1797年の選挙での王党派の勝利に反発したバラスらがフリュクティドール18日のクーデターを起こすと、カルノーは王党派に通じていたとの嫌疑をかけられニュルンベルクへの亡命を余儀なくされる。
亡命中は数学の研究に没頭し、『無限小算法についての形而上学的考察』（Réflexions sur la metaphysique du calcul infinitésimal）を執筆する。同著は好評を博し各国語に翻訳された。1799年、ブリュメール18日のクーデター後にフランスへ帰国。第一統領となったナポレオン・ボナパルトの知遇を受け、1800年には半年間戦争大臣を務めた。1802年に護民院議員となる。ナポレオンの帝政に対しては共和主義者の立場から反対し続けたが、ナポレオンはカルノーに敬意を表し伯爵に叙した。

### 引退と復帰
護民院在職中も暇を見つけては数学研究に携わり、『位置の幾何学について』, Geometrie de position などの著作を発表した。同著は近代幾何学の基礎の1つとされている。1807年、護民院廃止とともに政界を引退した。
その後は研究と著作に没頭していたが、1814年に対仏大同盟軍がフランス本土へ迫ると、61歳になっていたカルノーは愛国心からナポレオンのもとに馳せ参じ、軍人に復帰した。カルノーはアントウェルペン総督を務め、終戦まで同市を守り通した。王政復古ではルイ18世の反動政治に反発し、百日天下でナポレオンの自由帝政の約束を受け入れて共和主義者の立場から内務大臣に就任した。このときナポレオンの早期決戦案に反対して戦備充実を提案したが容れられなかった。ナポレオンの敗北後はフーシェらと共に臨時政府委員に就任し、抵抗を続けるよう主張したが、大勢は降伏に至る。そして再度の王政復古によって追放されることになった。
カルノーはドイツのマクデブルクに落ち着き、余生を送った。1823年、同地で死去した。遺体は1889年にパリのパンテオンに埋葬された。

## 著名な子孫
ラザール・カルノーの子孫たちは各分野で業績を残した。長男のニコラ・レオナール・サディ・カルノー（1796年 - 1832年）は物理学者で、カルノーサイクルの考案者である。次男のラザール・イポリット・カルノー（1801年 - 1888年）は「カルノー法」で知られる政治家である。次男の子のマリー・フランソワ・サディ・カルノー（1837年 - 1894年）はフランスの大統領にまで上りつめた。同じく孫のマリー・アドルフ・カルノー（1839年 - 1920年）は化学者で、カルノー石の名の由来となった。